# 程裕淇
程裕淇（1912年10月7日—2002年1月2日），男，浙江嘉善人，中国地质学家，中国科学院院士。

## 生平
程裕淇于1929年考入清华大学地理系。1933年毕业后任职于实业部地质调查所。1935年作为中英庚款公费留学生前往英国利物浦大学，师从地质学家赫伯特·哈罗德·里德（Herbert Harold Read），主攻变质岩石学。1938年获得博士学位。回国后任职于經濟部中央地质调查所，曾任矿物岩石研究室、经济地质研究室主任。1944年至1946年间作为经济部资源委员会专门委员前往美加墨等地进行考察。1947年任中央研究院地质研究所研究员。
中华人民共和国成立后，出任中国科学院地质研究所副所长。1952年担任地质部地质矿产司副司长。1953年加入九三学社。此后又历任地质部技术司总工程师，地质部地质研究所室主任、副所长、所长，地质部地质科学研究院副院长等职。1977年出任中国地质科学院副院长。1979年任地质部副部长。1982年任地质矿产部总工程师。
2002年1月2日逝世，享年89岁。

## 社会兼职
曾任中国地质学会理事长，中国矿物岩石地球化学学会副理事长，国际岩石圈委员会（ICL）中国委员会执行主席，中国地质科学院名誉院长，全国政协委员、常委等职。

## 荣誉
1955年当选中国科学院生物学地学部学部委员（院士）。1982年当选英国伦敦地质学会荣誉会员。